# Pintura prehistórica en Chile

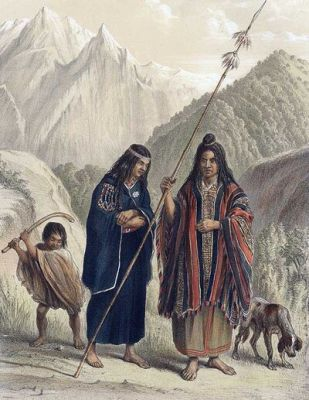
La pintura prehistórica de los pueblos centrales de Chile está vinculada primordialmente con el arte textil. En la foto, ejemplo de ropa usada por el pueblo mapuche.

La pintura prehistórica chilena o también llamada pintura precolombina chilena se refiere a todo tipo de pintura o técnica pictórica usada para representar objetos o personas durante el periodo anterior a la conquista española. Tal como lo explica la etimología de la palabra es la pintura desarrollada con anterioridad a la existencia de fuentes de cualquier tipo, particularmente referido a fuentes escritas. Por lo ello el estudio de este estilo de pintura se realiza a través de los restos y vestigios materiales de las culturas que la desarrollaron. 
Los inicios de la pintura precolombina los marcan las culturas originarias y termina aproximadamente hasta el inicio de la conquista española en Chile alrededor del 1500 después de Cristo. Tras ese periodo el arte autóctono es eliminado por la comunidad católica en pos de alcanzar la evangelización de estos pueblos. El arte prehistórico esta estrechamente relacionado con el arte rupestre y los petroglifos desarrollados durante el periodo prehispánico en América especialmente en el Norte grande donde se puede apreciar la influencia de la civilización incaica en las culturas nortinas.

## Historia
El historiador de arte Luis Álvarez Urquieta fue uno de los primeros autores en tocar el tema en su libro “Pintura en Chile”. El autor explica que la mayor parte de la pintura desarrollada antes de la llegada de los españoles fue puesta en practica por los siguientes pueblos: 
- 1) La cultura Atacameña.[2]
- 2) Los Incas y,
- 3) El pueblo Araucano.[3]

Actualmente se identifican también a los pueblos diaguita y a numerosos pueblos australes y de la zona central del país que también han desarrollado este tipo de arte, en particular el que se refiere a los denominados petroglifos, figuras de colores generalmente de símbolos enmarcadas en piedras que perduraron debido a la composición química de la muestra.
El arte que se genera anterior al periodo de la unificación cultural inicia en periodos distintos y están fuertemente relacionadas con el nivel cultural que poseían dichos culturas como también la disponibilidad de recursos para realizarse. En el ámbito de la teoría se plantean dos posibles tesis para la generación de este estilo de arte rupestre: la primera dice relación con el arte como elemento de utilitario estético, la segunda sobre la base de su uso en las ceremonias de tipo ritual mágico o religioso, como un integrante de ritos. 
Abundan en este tipo de arte las figuras de animales y simbolgía cultural, las personas raramente se dibujaban si no era porque los mismos tenían un cargo de importancia en clan o era hechiceros o brujos de sus tribus. Las distintas refercias culturales variaban dependiendo de la zona en la que encontraban dichos pueblos, los diaguitas por ejemplo era hábiles con la representación de símbolos geométricos en sus telas y ornamentos. El pueblo mapuche en tanto fabricó una pintura más centrada en los ritos llevados a cabo por la machi y sus telares y colores textiles.
Otro elemento que se repitió en el arte pictórico era la representación de dioses y divinidades.

## Pueblos chilenos y su desarrollo pictórico
La distinción climática y territorial de los territorios permitió que distintos estilos particulares se llevaran a cabo dependiendo del sector. Cada pueblo crea por su cuenta su propia forma de expresarse por lo que la pintura como arte nacional no nacería sino hasta varios siglos después. 
Los pueblos nortinos poseían una afición a la pintura geométrica en la que usaban cruces, rayos excéntricos entre otras figuras de este mismo estilo. Desarrollan un arte pictórico estrechamente ligado a la alfarería, elemento en que destacaron de sus pares. Su influencia directa provenía de la civilización de los Incas que legaron varias partes de su cultura a los pueblos chilenos. 
Más al centro del país, el pueblo araucano desarrolla cerámicas que ocupan en sus entierros. También destaca su vistosos trajes de chamanes y machis que poseían ciertas maneras de teñirse naturalmente que hasta el día de hoy se ocupan. Aunque la mayor parte del arte pictórico araucano era heredado de los pueblos nortinos, fueron capaces de crear un arte escultórico tosco, que prácticamente sólo se desarrollan para el arte funerario.  La característica belicosa del pueblo araucano le impedía gestar los recursos y orden social necesarios para alcanzar un mayor desarrollo de las artes visuales, sin embargo lograron mantenerla intacta a través de su relación con la cosmología local.
Al sur del país existen registros de petroglifos desarrollados de manera un tanto irregular. Destaca entre estos pueblos la cultura Selk'nam (Onas) que decoraban sus cuerpos como parte se un ritual religioso realizado para espantar a las mujeres.
Existen registros en la isla de Pascua de tallados en piedra relacionados con la tradición del manutara y en materia de pintura prehistórica no se encuentran registro de un uso continuado más allá del usado en el cuerpo para efectos de orden religioso y social.
En general el arte autóctono prehistórico de toda América fue arrasado casi en su totalidad por los conquitares españoles y Chile no escapo a esta realidad. Es por esta razón los pocos restos que han logrado llegar a nuestros tiempos provienen de las culturas más desarrolladas como la incaica, la Azteca y Maya. Es excepción a esta regla el norte grande, donde, gracias a la arides del desierto de Atacama ciertos objetos de valor patrimonial y pictórico han logrado sobrevivir ocultas en el tiempo.

## Legado

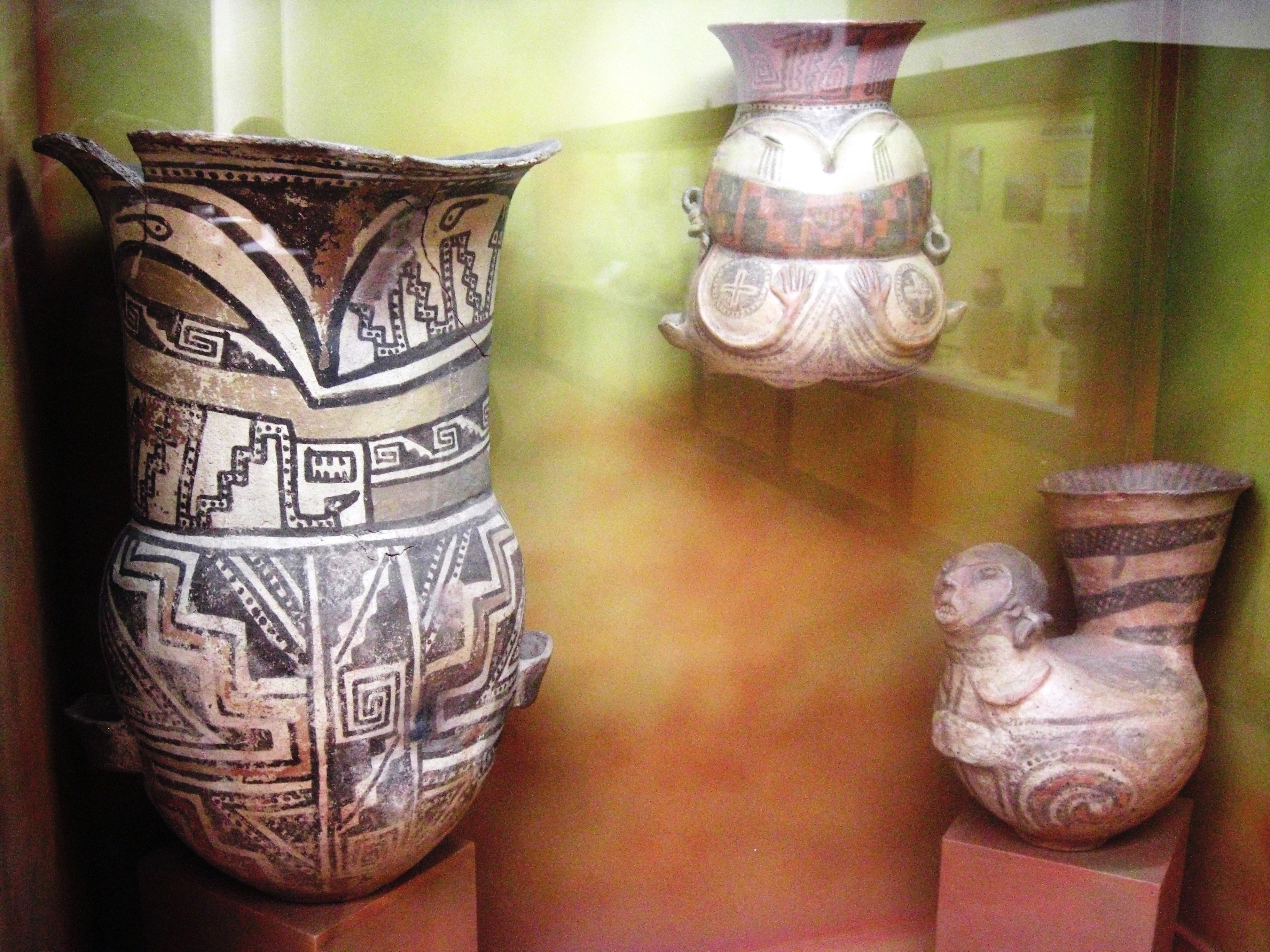
Las cerámicas fueron el gran aporte pictórico de los pueblos nortinos. En la foto, cerámicas diaguitas, ejemplo de la fascinación de estos pueblo por las figuras geométricas.

El autor Luis Álvarez Uriqueta aclara que antes de la época colonial, aunque existen registros del uso de la pintura, su utilidad se vio restringida en gran parte a la decoración usada en vestidos cerámicas y rituales religiosos por lo que su influencia en Chile se estima fue de uso social y no decorativo. La gran mayoría los restos que quedan del arte prehistórico chileno provienen de la zona norte del país y llegaron a los tiempos modernos en parte gracias a los factores ambientales del desierto que han ayudado a su conservación. En la zona central la pintura se desarrolló sobre la base de la decoración textil por lo que su legado a perdurado sobre la base de sus herederos culturales. En la zona austral, los restos son escasos y están centrados principalmente en petroglifos: aquí, su estudio es escaso, mientras que algunas expresiones artísticas son de descubrimiento reciente, como en el caso del conjunto de grabados y pinturas rupestres indígenas existentes en varias cuevas del morro Vilcún.
Dentro de los objetos con decoración pictórica que han llegado a nuestros días se encontraron vasijas, telares, vasos, platos, ollas y otros elementos en madera que eran acompañados por dibujos de distintos animales como pájaros y peces.

## Museos de arte prehistórico chileno
- Museo de Arte Precolombino de Santiago de Chile,
- Museo Arqueológico R.P. Gustavo Le Paige